# 13e régiment de hussards (France)
Le 13e régiment de hussards est un régiment de l'armée française créé pendant la Révolution française. Son existence est éphémère : créé en 1795, il est licencié dès 1796, avant d’être recréé deux fois en 1813 et 1814, puis une dernière fois en 1891.

## Création et différentes dénominations
Le 31 janvier 1795, un corps de cavalerie est levé sous le nom de « hussards des Alpes ». Le 1er septembre de la même année, cette unité devient le 13e régiment de hussards. Le 29 floréal an IV (1796), le régiment est licencié et ses effectifs sont répartis entre les 1er et 7e hussards. Le 28 janvier 1813, le régiment est recréé, mais il est dissout dès le 13 décembre 1813 pour former le 14e hussards. Le 1er janvier 1814, le régiment de hussards Jérôme-Napoléon, roi de Westphalie, passe au service de la France et devient à nouveau le 13e régiment de hussards. Le 12 août, il est licencié et n'est reconstitué qu'en 1891.

## Chefs de corps
- 1795 : chef de brigade  Guérin d'Etoquigny
- 1795 : chef de brigade Landrieux
- 1809 : Auguste Louis Petiet ; nommé lieutenant-colonel du 13e hussards, il préféra être nommé chef d'escadron de la Vieille Garde aux lanciers rouges.
- 1813 : colonel de Rafelis Saint-Sauveur
- 1813 : colonel Bureaux de Pusy
- 1814 : colonel Antoine Brincard
- Recréé en 1891 (décret du 23 juillet 1891[2])
- 1891 : colonel Patard de la Vieuville
- 1893 : colonel de Brecey
- 1901-1903 : Louis Orfaure de Tantaloup.
- 1904 : colonel Leddet
- Du 23 janvier au 13 octobre 1914 : Jacques Henri Dumas de Champvallier

## Historique des campagnes, combats et garnisons du13eRH

### Guerres de la Révolution et de l’Empire
- Campagne d'Italie (1796-1797) : participation, notamment à la bataille de Lodi

### De 1871 à 1914
Reconstitué en 1891, le 13e régiment de hussards ne quitte pas la métropole et ne participe à aucune campagne avant 1914.

### Première Guerre mondiale

#### Affectations
- 1914 : casernement à Dinan au sein de la 16e brigade de dragons et à la disposition du 10e corps d'armée.

#### 1914
- 1914 : Il combat dans l'Aisne et la Marne notamment durant la bataille de Guise.

## Étendard
Il porte, cousues en lettres d'or dans ses plis, les inscriptions suivantes :
- Lodi 1796
- Montereau 1814
- La Marne 1914
- La Somme 1916

## Uniformes
- flamme du bonnet : rouge et noir
- collet : écarlate
- dolman : bleu
- pelisse : écarlate
- parement : écarlate
- tresses : jaune
- culotte : bleu

## Personnalités ayant servi au13eRH
- Louis Brixhe (1787-1876), comme capitaine, en 1813-1814.

## Sources et bibliographie
- H. de Bouille, Historique du 13e régiment de Hussards, Paris, éditions artistiques militaires de E. Pierson, 1900, 221 p.

- Ministère de la Guerre, Historique des corps de troupe de l'armée française, Paris, 1900.

- 10e corps d'armée. 13e régiment de hussards. Historique sommaire du régiment : campagne 1914-1918, Dinan, Impr. de l'union malouine, 30 p. (lire en ligne sur Gallica).

- H. de Champvallier (général), 1914, souvenirs du 13e Hussards, Ruffec, Dubois éditeur, 1935, 138 p.

- Andolenko (général), Recueil d'historique de l'arme blindée et de la cavalerie, Paris, Eurimprim, 1968.

- André Jouineau et Jean-Marie Mongin, Les Hussards français, t. 1 : De l'Ancien régime à l'Empire, éd. Histoire & Collections, 2004, 82 p. (ISBN 978-2915239027)
- « 13e régiment de hussards à Dinan »(Archive.org • Wikiwix • Archive.is • Google • Que faire ?)

### Articles externes
- Les Hussards - Historique sous le IInd Empire et la IIIe République (1850-1914)
- le 13e hussards : documents et archives de 1789 à 1815